# 8587 Ruficollis
8587 Ruficollis este un asteroid din centura principală de asteroizi.

## Descriere
8587 Ruficollis este un asteroid din centura principală de asteroizi. A fost descoperit pe 25 septembrie 1960 la Observatorul Palomar de Cornelis Johannes van Houten, Ingrid van Houten-Groeneveld și Tom Gehrels. Asteroidul prezintă o orbită caracterizată de o semiaxă mare de 2,35 ua, o excentricitate de 0,09 și o înclinație de 5,2° în raport cu ecliptica.